# Brachymeria shansiensis
Brachymeria shansiensis is een vliesvleugelig insect uit de familie bronswespen (Chalcididae). De wetenschappelijke naam is voor het eerst geldig gepubliceerd in 1961 door Habu.